# Министерство на обществените сгради, пътищата и благоустройството на България
Министерството на обществените сгради, пътищата и благоустройството (МОСПБ) е българска държавна институция с ранг на министерство, съществувалa в периода 1911 – 1947 година, с прекъсване между 1934 и 1935 година.

## История
Министерството на обществените сгради, пътищата и благоустройството е създадено с изменение на конституцията от 11 юли 1911 г. Дотогава функциите му се изпълняват от структурни звена при други министерства: Министерство на вътрешните работи (1879 – 1882), Министерство на обществените сгради, земеделието и търговията (1882 – 1885), Министерство на финансите (1885–1893) и Министерство на обществените сгради, пътищата и съобщенията (1893 – 1911).

### Структурни промени
МОСПБ започва да функционира от 1 януари 1912 г. и се състои от Главна дирекция на пътищата, благоустройството и сградите с четири отделения, Главна дирекция на строежите с три отдела, Главна дирекция „Трудова повинност“ – става съставна част на министерството (1925 – 1932), като след закриването ѝ функциите се приемат от служба „Временна трудова повинност“. През 1934 – 1935 г. МОСПБ и Министерството на железниците, пощите и телеграфите се обединяват (с изменение на конституцията от 19 май 1934 г.) в Министерство на съобщенията (МС) и отново се разделят (с Указ № 120 от 21 април 1935 г.). През 1936 г. Службата за автомобилни съобщения при МЖПТ преминава към МОСПБ.
През 1943 – 1944 г. има следните структури: Централно управление, Бюджетно-контролен отдел, Главна дирекция на обществените сгради, пътищата и благоустройството и Главна дирекция на строежите. МОСПБ е закрито на основание член 17, т. 3, и на член 40 от Конституцията на Народна република България от 4 декември 1947 г.

## Структура
- Централно управление
- Бюджетно-контролен отдел
- Главна дирекция на пътищата, благоустройството и сградите
- Главна дирекция на строежите
- Главна дирекция „Трудова повинност“